# Savoy (Massachusetts)
Savoy è un comune degli Stati Uniti d'America facente parte della contea di Berkshire nello stato del Massachusetts.